# Spallazione (fisica)
La spallazione rappresenta l'effetto del bombardamento atomico con particelle di energia molto elevata (oltre 100 MeV): tale fenomeno può descriversi come una particella che colpendo il nucleo continua a colpire tutto ciò che incontra sul suo tragitto. Tale concetto fu originariamente coniato nel 1937 dal vincitore del Premio Nobel per la chimica Glenn Theodore Seaborg, durante i suoi studi sullo scattering anelastico di neutroni.

## Descrizione
È uno dei processi tramite il quale un acceleratore di particelle può essere utilizzato per produrre un fascio di neutroni. I bersagli utilizzati sono il mercurio, il tantalio o un altro metallo pesante e dopo ogni impatto sono espulsi da venti a trenta neutroni. Sebbene questo sia un modo più costoso di produrre neutroni rispetto a una reazione a catena di fissione, si ha il vantaggio che il fascio può essere pulsato con relativa facilità.
La spallazione nucleare è un fenomeno che avviene naturalmente nell'atmosfera terrestre e sulla superficie dei corpi celesti a seguito dell'impatto con i raggi cosmici. Studiando la composizione chimica di tale superficie è possibile dimostrare l'effetto della radiazione cosmica e stimare l'arco di tempo in cui è avvenuta l'esposizione. La stessa composizione dei raggi cosmici che raggiungono la Terra è indicativa di avvenuta spallazione: la quantità di elementi leggeri quali litio, boro e berillio è superiore rispetto all'abbondanza cosmica media. Questi elementi si sono evidentemente formati dalla spallazione di ossigeno, azoto, carbonio e forse silicio durante il loro lungo viaggio. Particolari isotopi di alluminio, berillio, cloro, iodio e neon sono stati identificati sul nostro pianeta e addebitati alla spallazione di elementi terrestri.